# Janet Jackson's Rhythm Nation 1814
Rhythm Nation 1814 (también conocido simplemente como Rhythm Nation) es el cuarto álbum de estudio de la cantante estadounidense Janet Jackson, publicado el 19 de septiembre de 1989 por A&M Records. A pesar de que los directivos de la discográfica anhelaban un contenido similar a su previo álbum, Control (1986), Jackson persistió en la creación de un álbum conceptual que abordase temáticas sociales. En colaboración con los célebres letristas y productores musicales Jimmy Jam y Terry Lewis, Jackson halló inspiración en diversas tragedias difundidas a través de los medios de comunicación, explorando el racismo, la pobreza y el abuso de sustancias, además de temáticas románticas. Si bien su idea primordial de utopía sociopolítica fue recibida con opiniones encontradas, la composición del álbum fue objeto de aclamación por parte de la crítica. Asimismo, Jackson fue considerada un modelo a seguir para la juventud debido a sus letras socialmente comprometidas. 
Al igual que con Control, la grabación de Rhythm Nation 1814 tuvo lugar en Flyte Tyme Studios de Lewis y Jam, ubicados en Minneapolis, Minnesota, donde trabajaron en reclusión junto a Jackson para completar el álbum. Caracterizado por su empleo de muestreo y el uso de percusión sintetizada intensamente modulada a lo largo de su producción, el disco abarca una diversidad de estilos musicales, tales como new jack swing, hard rock, pop, dance e música industrial. Los temas fluctúan desde ritmos de baile mecanizados hasta baladas suaves, lo que le confiere atractivo en múltiples formatos de radio. Es el único álbum en la historia de la lista de sencillos Billboard Hot 100 de Estados Unidos que ha logrado situar siete sencillos comerciales en las cinco primeras posiciones. Además, es el primer álbum en generar éxitos número uno en la lista en tres años calendario separados, iniciando con «Miss You Much» en 1989, «Escapade» y «Black Cat» en 1990, y culminando con «Love Will Never Do (Without You)» en 1991.
Rhythm Nation 1814 se convirtió en el segundo álbum consecutivo de Jackson en encabezar el Billboard 200 y fue certificado 6× Platino por la Recording Industry Association of America (RIAA). Se erigió como el álbum más vendido de 1990 en los Estados Unidos y ha vendido aproximadamente 12 millones de copias a nivel mundial. Debido a su producción vanguardista y exploración lírica, los críticos han llegado a considerarlo como el cenit del logro artístico de Jackson. Expertos en música señalan que el disco le otorgó un nivel de atractivo intercultural inigualable por sus contemporáneos en la industria. Considerado un álbum "emblema", también ha sido citado como influencia en la obra de numerosos artistas musicales, estableciendo tendencias estilísticas en los años subsiguientes a su lanzamiento.
Las imágenes en videoclips y actuaciones en vivo impulsaron aún más la notoriedad de Jackson. La película de 30 minutos Rhythm Nation 1814, que representa a dos aspirantes a músicos cuyas vidas se ven interrumpidas por el abuso de sustancias, se transmitió en MTV para promocionar el álbum. La gira mundial de Jackson en 1990, denominada Rhythm Nation World Tour, se convirtió en la gira de conciertos debut más exitosa de un artista de grabación en ese momento. Jackson fue considerada un ícono de la moda, con varios atuendos en la gira promocional del álbum y videoclips emulados por la juventud.
Jackson recibió nueve nominaciones a los premios Grammy, convirtiéndose en la primera mujer en ser nominada a Productor del Año y ganando el Mejor Video Musical de Formato Largo por Rhythm Nation 1814. Además, fue galardonada con el MTV Video Vanguard Award y una estrella en el Paseo de la Fama de Hollywood por sus significativas contribuciones a la cultura popular. Sus letras manuscritas para la canción principal del álbum "Rhythm Nation", así como su uniforme militarista para su videoclip, han sido preservadas por el Salón de la Fama del Rock and Roll. En 2021, la Biblioteca del Congreso anunció que seleccionó el álbum para su preservación en el Registro Nacional de Grabaciones como parte de la clase de 2020, considerándolo "cultural, histórica o artísticamente significativo".

## Contenido

### Composición

Logotipo del álbum

Con la colaboración de sus productores Jimmy Jam y Terry Lewis, Janet coescribió 6 de las canciones del álbum. Los demás temas fueron compuestos por Jam y Lewis, excepto "Black Cat", composición integral de Jackson. Ella también coprodujo el álbum, con el ejecutivo John McClain como productor ejecutivo en un lapso de 7 meses.
Para componer las letras del álbum, Jackson, Jam y Lewis se inspiraron en las noticias, explorando temas preocupantes como el racismo, la pobreza y el abuso de sustancias. Aunque los críticos consideraron la temática del álbum como transparente (muy generalizado como para poder enfrentar adecuadamente cualquiera de esas problemáticas), Jackson fue aclamada como un modelo a seguir para la juventud, debido al contenido social de sus letras.
Producido durante el apogeo del género new jack swing, el álbum mezcla el rhythm & blues con música industrial y la utilización de rap, swing note, percusión sintetizada y sampling. La canción "Rhythm Nation" que da nombre al álbum encarna cada uno de estos tópicos, estableciendo las bases de la música R&B durante toda la década.

## Éxito comercial y crítico

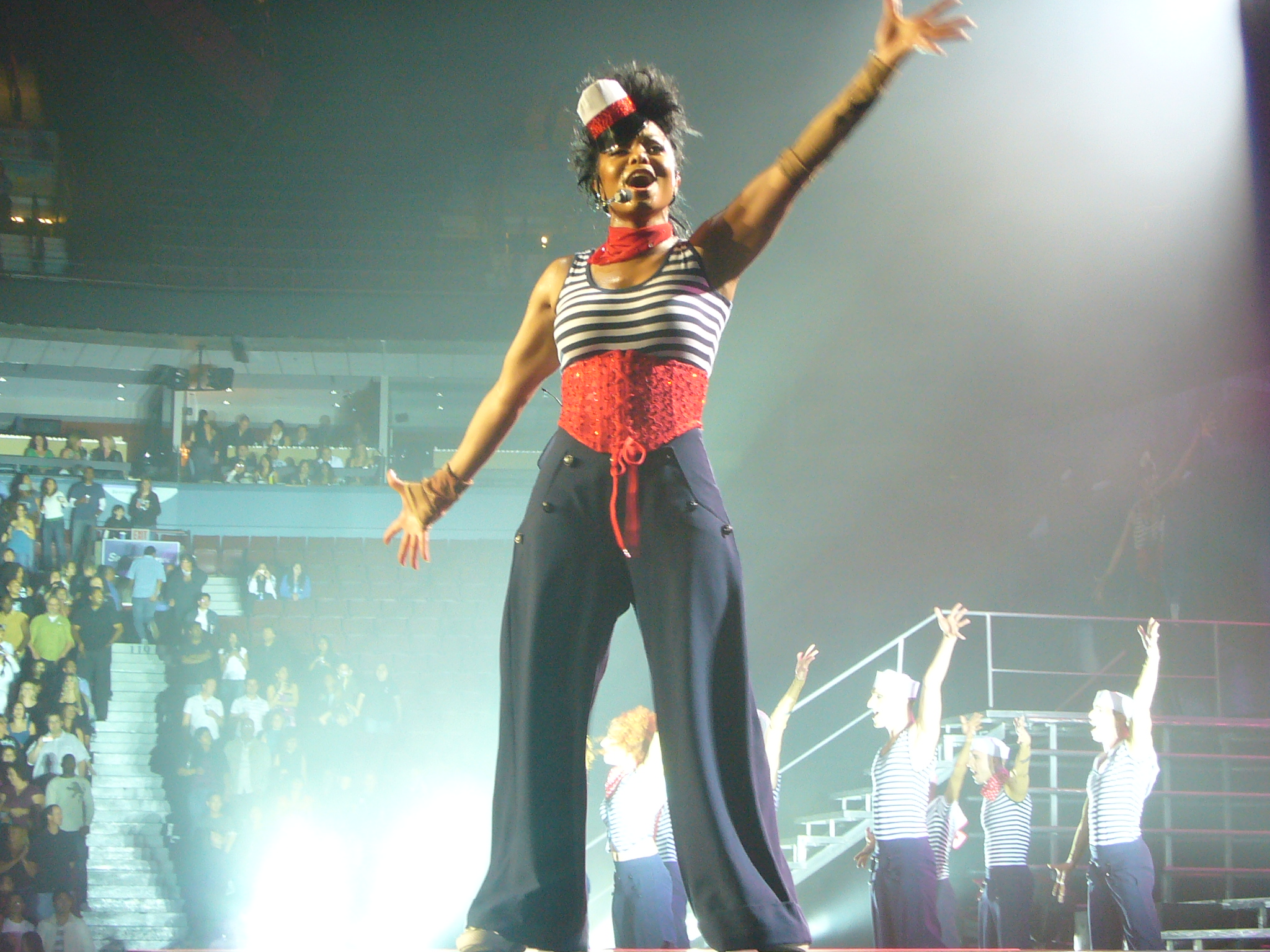
Jackson interpretando el sencillo principal del álbum, "Miss You Much", durante su gira Rock Witchu Tour de 2008.

Debido a su producción innovadora y la exploración lírica, los críticos han considerado el álbum como el pico de su logro artístico. Se convirtió en su segundo álbum consecutivo en alcanzar el número 1 en el Billboard 200, así como también llegó al tope de las listas en Australia y fue Top 10 en Japón, Nueva Zelanda y el Reino Unido. 
Certificado seis veces de platino por la Recording Industry Association of America (RIAA), el álbum ha vendido más de 14 millones de copias en todo el mundo. Ha sido nombrado por la revista "Rolling Stone" como uno de los 500 mejores álbumes de todos los tiempos, y aparece en la lista de los 1.001 discos que hay que escuchar antes de morir.

### Marcas
Todos sus siete sencillos comerciales alcanzaron el Top 5 en el Billboard Hot 100, convirtiéndose en el primer y único álbum en la historia en lograr esta hazaña. Jackson recibió 9 nominaciones a los Grammy, ganando en "mejor video musical largo" por "Rhythm Nation" en 1990. Los videos musicales de los sencillos, que desplegaron una mezcla de coreografías estilo Broadway e imágenes militares, ganaron una fuerte rotación en MTV. Jackson fue reconocida con el MTV Video Vanguard Award en 1990 por su significativa contribución artística.  El álbum también fue el más vendido de 1990.
La gira Rhythm Nation World Tour se convirtió en la gira debut más exitosa de la historia. Expuso a Janet como una artista completa en lugar de un fenómeno de grabación, así como un icono de la moda para las mujeres jóvenes.

## Concepto
Tras el éxito comercial y crítico de su álbum de 1986, de Control, Jackson fue motivada para continuar con la composición y tomó un papel más importante en la producción creativa de sus álbumes posteriores. Los ejecutivos de A&M le pidieron que ampliará las ideas presentadas en mostradas "Control", lo que sugiere un álbum conceptual titulado "Scandal" que habría sido de la familia Jackson. Ella escribió una canción titulada "You Need Me", que se dirigía a su padre, Joseph Jackson, pero no estaba dispuesto a dedicar todo un álbum con el tema y lo sustituyó por su propio concepto. "You Need Me" fue añadido como lado B del primer single "Miss You Much".
Los productores Jimmy Jam y Terry Lewis recordaban: «Siempre se tiene un televisor encendido, por lo general a la CNN [...] y creo que el sesgo social de canciones como "Rhythm Nation", "State of the world" y "The Knowledge" vino de eso». Comentó que la masacre de Stockton inspiró la canción "Livin in a world (They Didn't Make) explicando que los niños no son responsables de lo que los adultos han hecho. "Jackson también se inspiró en los informes de la juventud basada en comunidades de todo New York, que se formaron como un medio de crear una identidad común. Dijo: "Pensé que sería fantástico si pudiéramos crear nuestra propia nación ... que hubiera un mensaje positivo y que todos sean libres de participar. Somos una nación sin fronteras geográficas, unidas a través de nuestras creencias. Somos personas con ideas afines, que comparten una visión común, luchando por un mundo libre de las líneas de color" y su credo, música, poesía, danza, y la unidad". El uso del número" 1814 "es doble. En primer lugar, R (ritmo) es la letra 18 del alfabeto y N (nación) es el 14. La segunda, explicó, es que " i bien la escritura w [Rhythm Nation] yo estaba bromeando, diciendo:" Dios, ustedes, me siento como este podría ser el himno nacional en los años 90 "... Sólo por una oportunidad de locos que decidimos buscar cuando Francis Scott Key escribió el himno nacional (el Star-Spangled Banner), y era 14 de septiembre de 1814". Aunque las canciones de protesta eran comunes entre los artistas de hip hop en la década de 1980, el concepto era poco común en otros géneros. Alex Henderson, All Music Guide de Jackson sugiere que aprobó la incorporación del rap clásico de abordar las preocupaciones sociales en su cuarto álbum. Jackson reveló que se inspiró en otros artistas con conciencia social, como Tracy Chapman y U2. Además, citó su madre Catalina como su inspiración, que dedicó el álbum a su madre en libreto interior del disco que dice: "Nunca he conocido a un más hermoso, el cuidado, el amor, la comprensión y la mujer inteligente que tú, madre. Algún día espero ser exactamente como tú. Te amo con todo mi corazón". También declaró en una entrevista: "Yo no soy ingenuo, sé que un álbum o una canción no puede cambiar el mundo. Sólo quiero que mi música y mi baile capté la atención del público, y tener el tiempo suficiente para que escuchen la letra y lo que estamos diciendo. Esperamos que los inspiré, hacer que quieran unirse ... y hacer algún tipo de diferencia.

## Composición y producción
El álbum fue producido por "Jimmy Jam y Terry Lewis", con los compañeros de crédito para la producción dada a Janet Jackson.  El ejecutivo de A&M John McCain se desempeñó como productor ejecutivo del álbum. Todos los temas fueron grabados en el estudio Flyte Tyme en Minneapolis, Minnesota, y mezclado en los Flyte Tyme, Edina, Minnesota. Jam y Lewis también escribieron o co-escribieron las canciones con Jackson, así como la organización y programación de la música, jugando gran parte de las pistas instrumentales. El tiempo total de producción del álbum fue de siete meses. Al igual que su predecesor , Control, el álbum es una construcción de rhythm and blues, rap, funk y percusión sintetizada. Ken Hughes, de la Keyboard Magazine señala que, aunque considera que es crudo con los estándares modernos, es sorprendente y el trabajo innovador de producción y diseño de sonido realizado por Jimmy Jam and Terry Lewis en el ritmo de Janet Jackson Nation 1814 álbum debe su existencia a la creatividad  "El crítico de música del New York Times, Jon Pareles,  describe el álbum como tener un multi-formato de radio, que contiene las canciones que apelan a una amplia variedad de difusión radial, incluyendo Top 40, Mainstream Rock, Quiet Storm, y Adulto Contemporáneo (AC). Él comentó: "El placer de 'Rhythm Nation" provienen de la técnica. Dicho trabajo escupe una máquina de tambor, la riqueza de sonidos electrónicos, cuadraron con la voz de Janet.. . La mayoría de la música se realizó en sintetizadores y samplers, y no hay ningún intento de ocultar los timbres artificiales de la batería, loops y guitarras en la muestra. "Este estilo de música fue acuñado new jack swing en 1987 por Teddy Riley.

## Recepción de la crítica
El álbum recibió críticas mayoritariamente positivas para su producción musical, con una reacción mixta en la elección de Jackson a dedicar el disco con los temas sociales y políticos. Jon Pareles de The New York Times comentó: "Sus motivos pueden ser sinceros, los resultados son poco convincentes. " La comparación de la creación de un álbum conceptual Dark Side of the Moon (1973) de Pink Floyd y Appetite for Destruction (1987) de Guns N' Roses, afirma, "que  el álbum se convierte en una causa sin una rebelión ". Aunque impasible ante el tema del álbum, que complementa su fórmula musical. Su voz es tan desigual a su política vagamente admonitorio como lo fue para su declaración de disponibilidad sexual, pero la música es el mensaje: nunca antes de Jam y Lewis han sacudido tan duro durante tanto tiempo.
Vince Aletti de la revista Rolling Stone comparó a Jackson como un político; "abandonando el estrecho" yo "de lo universal" nosotros "y nos invita a hacer lo mismo." Aletti felicitó la voluntad política de Jackson y el acompañamiento musical que "[los saldos] con optimismo la desesperación, el enojo con la esperanza, en la fórmula de moda ", sin olvidar el progreso social es el resultado del trabajo duro. San Francisco Chronicle, el escritor Michael Snyder, considerado el álbum de un digno sucesor del anterior álbum de Jackson, porque "añade una sustancia sociopolítica poco habitual en la alta calidad del hip-hop".  Dennis Hunt, del Los Angeles Times comparó a Jackson con Madonna, afirmando que aspira a convertirse en "el tipo de baile, reina de la música que también sabe cantar baladas y canciones pop. El álbum recorre toda la gama de comentario social a lujurioso, melodías sensuales, como música de baile a las canciones de cordones con el jazz y las texturas de Brasil.", Steve Morse, de The Boston Globe en comparación éxito comercial del álbum de a la de Aerosmith, Billy Joel, y otros miembros de la familia Jackson, atribuyendo esos logros el hecho de que Jackson creó "un disco de baile con una conciencia social sin piedad franca que las direcciones de las drogas, la falta de vivienda, el analfabetismo y fugitivos adolescentes.
El álbum obtuvo cinco nominaciones a los Grammy en 1990: Mejor Canción R & B Vocal Performance, Mejor actuación de vocal de R&B, feminino por "Miss You Much", Mejor Arreglo Instrumental de acompañamiento Vocal (s) y Mejor vídeo musical de formato corto por "Rhythm Nation", y Productor del año No Clásico, ganando Mejor video musical. Al año siguiente, Jackson obtuvo nominaciones a la Mejor Interpretación Vocal Rock Femenino por "Black Cat", y Mejor Canción Rhythm & Blues y Mejor Canción R & B Vocal Performance femenino, por "Alright".

## Rhythm Nation 1814 Tour

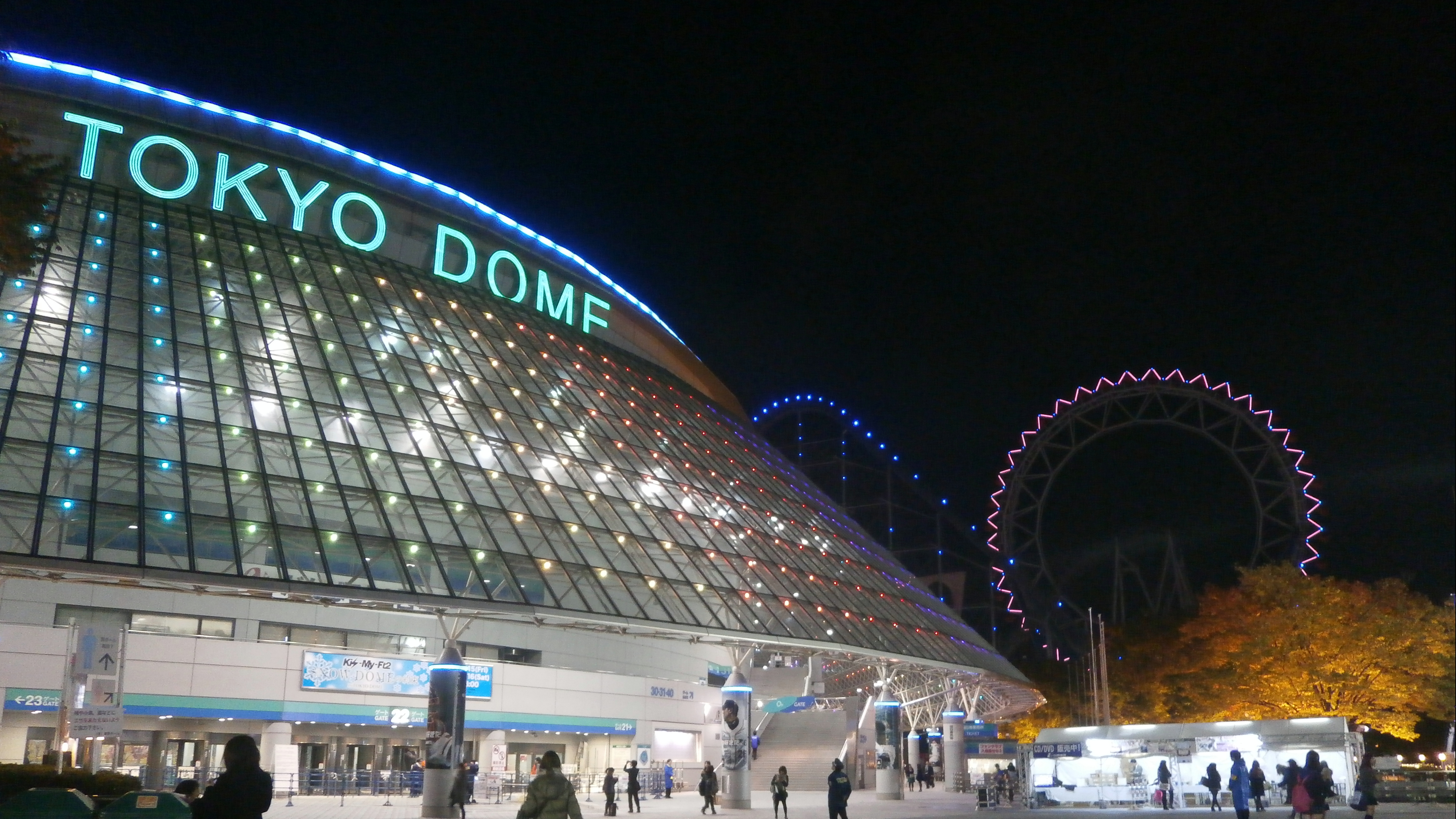
La gira mundial 'Rhythm Nation' de Jackson del año 1990 estableció el récord por la venta más rápida del Tokyo Dome en Japón.

El Rhythm Nation 1814 Tour se convirtió en la primera gira mundial de Jackson en apoyo de un álbum de estudio. Fue asistido por un equipo de once músicos, copias de seguridad de cantantes y seis bailarines. Anthony Thomas fue elegido como coreógrafo principal de la gira. El músico y productor discográfico Chuckii Booker fue contratado como director musical de Jackson, y su la banda se convirtió en acto de apertura de la gira. Doug Adrianson Reporter escribió: "Debido a las inevitables comparaciones con su hermano Michael, de 32 años, las expectativas para el Tour Rhythm Nation son más altos que un paseo lunar. Para asegurarse de que el programa está adecuadamente espectacular, Jackson y el director musical, Chuckii Booker, ensayaron con un equipo considerable durante dos semanas en el Centro Cívico de Pensacola ... el mismo lugar de Michael afinado su gira Bad." Costo total de producción de dólares un estimado de $ 2 millones.
El concierto debut en Miami, Florida, el 1 de marzo de 1990, tuvo entradas agotadas antes de la representación. El crítico musical Deborah Wilker señaló que "[Janet] no representa una amenaza grave al hermano de Michael, aunque se ha demostrado más allá de cualquier duda de que es una fuerza formidable en su propio derecho. "También se informó sobre la atención de los medios que rodean el concierto de apertura, afirmando que" el pistoletazo de salida de esta gira fue un acontecimiento mediático, con periodistas y camarógrafos de todo el país en la mano. En la audiencia fue el hermano de Janet, Jackie Jackson y la madre de Katherine, así como la cantante Whitney Houston y los productores Jam y Lewis. "Descrito como" un espectáculo con coreografía elaborada "por la revista Entertainment Weekly, la gira destinada a re - creación de la galardonada, visualmente videos musicales innovador de Rhythm Nation 1814 de numerosos éxitos y los de su predecesor, "Control". La revista Time dijo que la etapa de Jackson show-de "alta tecnología elegante y el ritmo de baile sin problemas en una noche de soul elegante con conciencia social".
El primer concierto internacional, que tuvo lugar en Tokio, Japón, se agotó en el Tokyo Dome, dentro de los siete minutos, un récord para el mejor vendido en la historia. Los Angeles Times reportó que "Japón se convirtió en un 'Rhythm Nation. "Como Janet Jackson abrió su gira en el Tokyo Dome, cascadas de ondas atronador de funk y coreografía de más de 50.000 personas ... La coreografía, un cruce entre el break dance y las maniobras militares, envió a algunos espectadores a bailar en los pasillos. "Jackson también se realiza en Osaka y Yokohama, antes de regresar a los Estados Unidos y luego viajó a Europa para la última etapa de su gira. extrapolación 28,1 millones dólares, la gira de la quinta posición entre los más vendidos de 1990, lo que la única Jackson artista femenina en colocar dentro de los diez primeros. La Rhythm Nation Tour 1814, con una asistencia de más de dos millones de usuarios, sigue siendo la gira de debut más exitosa de la historia.

## Legado

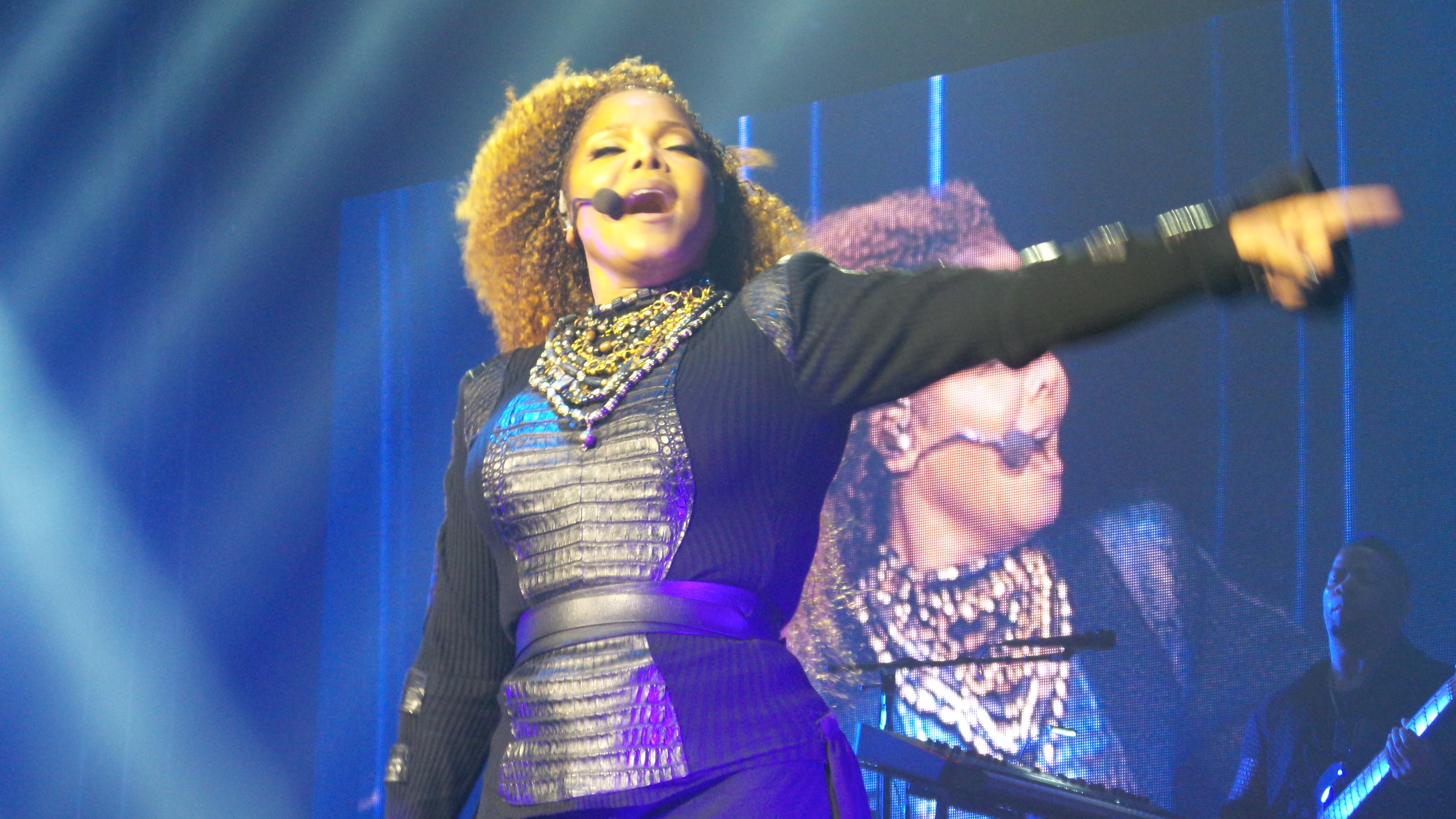
Jackson cantando «Love Will Never Do (Without You)» en su gira Unbreakable World Tour (2016). Se convirtió en el último de los siete sencillos top cinco en el Billboard Hot 100

Rhythm Nation 1814 fue el álbum más vendido de 1990 e hizo historia como el primer álbum en generar siete sencillos top cinco en el Billboard Hot 100: «Miss You Much», «Rhythm Nation», «Escapade», «Alright», «Come Back to Me», «Black Cat» y «Love Will Never Do (Without You)». Es el único disco que logró números uno en el Hot 100 en tres años calendario separados («Miss You Much» en 1989, «Escapade» y «Black Cat» en 1990 y «Love Will Never Do (Without You)» en 1991). El éxito comercial del álbum de Jackson se convirtió en parte de un importante punto de inflexión para las mujeres negras en la industria de la grabación. Cheris Kramarae y Dale Spender escribió en su libro, "Routledge Enciclopedia Internacional de la Mujer: Cuestiones Mundiales de la Mujer y el Conocimiento (2000)", que antes de la década de 1980, los artistas eran a menudo segregados y se limitaban al disco, soul, y R&B. Aunque el predominio de las grandes estrellas femeninas en las listas generales ha estado dirigida por Madonna, a finales de 1980, estaban logrando un mayor éxito financiero en la corriente principal del pop, pero artistas como Janet Jackson, Tina Turner y Whitney Houston alcanzaron el estatus de superestrella.

## Lista de canciones
| N.º   | Título                                     | Duración |  |
| 1.    | «Interlude: Pledge»                        | 0ː47     |  |
| 2.    | «Rhythm Nation»                            | 5ː31     |  |
| 3.    | «Interlude: T.V.»                          | 0ː22     |  |
| 4.    | «State of the World»                       | 4ː48     |  |
| 5.    | «Interlude: Race»                          | 0ː05     |  |
| 6.    | «The Knowledge»                            | 3ː54     |  |
| 7.    | «Interlude: Let's Dance»                   | 0ː03     |  |
| 8.    | «Miss You Much»                            | 4ː12     |  |
| 9.    | «Interlude: Come Back"»                    | 0ː21     |  |
| 10.   | «Love Will Never Do (Without You)»         | 5ː50     |  |
| 11.   | «Livin' in a World (They Didn't Make)»     | 4ː41     |  |
| 12.   | «Alright»                                  | 6ː26     |  |
| 13.   | «Interlude: Hey Baby»                      | 0ː10     |  |
| 14.   | «Escapade»                                 | 4ː44     |  |
| 15.   | «Interlude: No Acid»                       | 0ː05     |  |
| 16.   | «Black Cat»                                | 4ː50     |  |
| 17.   | «Lonely»                                   | 4ː59     |  |
| 18.   | «Come Back To Me»                          | 5ː33     |  |
| 19.   | «Someday Is Tonight»                       | 6ː00     |  |
| 20.   | «Interlude: Livin'...In Complete Darkness» | 1ː07     |  |
| 62ː33 |                                            |          |  |

## Personal
- Herb Alpert - trompeta, trompa, latón
- Julie Ayer - Violín
- Stephen Barnett - Director
- Steve Barnett - Director
- David Barry - Electric & 12 String Guitar
- Lee Blaske - Arreglador
- Chris Brown - Bajo
- Carolyn Daws - Violín
- Hanley Daws - Violín
- David Eiland - Programación
- Rene Elizondo - coros
- Richard Frankel - Dirección de Arte y Diseño de Portada
- Johnny Gill - Percusión, Efectos Especiales, chasquidos con los dedos
- James Greer - coros
- Guzmán / Rotterdam Conservatory Orquesta Típica - Fotografía
- Steve Hodge - coros, Ingeniero
- Peter Howard - Chelo
- Janet Jackson - Arreglos, teclados, voz, coros, Productor
- Jimmy Jam - percusión, piano, batería, teclados, programación, Productor
- Jellybean Johnson - guitarra, percusión, voz, coros, Productor
- Jesse Johnson - Guitarra
- Lisa Keith - coros
- Kathy Kienzle - Arpa
- Joshua Koestenbaum – Chelo
- Jamial Lafleur - coros
- Terry Lewis - Bajo, percusión, arreglos, coros, Productor
- Tshaye Marcas - coros
- John McClain - coros, Productor
- Tamika McDaniel - Voz
- Tarnika McDaniel - coros
- John McLain - Guitarra, coros
- Shante Owens - coros
- Amy Powell - Voz
- Randy Ran - coros
- Nicholas Raths - Guitarra, guitarra (clásica)
- Sonya Robinson - coros
- Clarice Rupert - coros
- Warlesha Ryan - coros
- Tamas Strasser - Viola
- John Tartaglia - Viola
- ReShard Taylor - coros
- Romuald Tecco - Conciertos Magistrales
- Anthony Thomas - coros
- Hyacinthe Tlucek - Conciertos Magistrales
- Steve Wilson - coros

## Posicionamiento en las listas
| Lista (1989–91)                           | Posición más alta |
| ----------------------------------------- | ----------------- |
| Australia (ARIA)                          | 1                 |
| Países Bajos (Album Top 100)              | 28                |
| Europa (Top 100)                          | 23                |
| Finlandia (Suomen virallinen albumilista) | 16                |
| Alemania (Offizielle Top 100)             | 39                |
| Japón (Oricon)                            | 8                 |
| Nueva Zelanda (Recorded Music NZ)         | 9                 |
| Suiza (Schweizer Hitparade)               | 23                |
| Reino Unido (UK Albums Chart)             | 4                 |
| Estados Unidos (Billboard 200)            | 1                 |
| Estados Unidos (Top R&B/Hip-Hop Albums)   | 1                 |

### Todos los tiempos
| Lista                          | Posición |
| ------------------------------ | -------- |
| Estados Unidos (Billboard 200) | 94       |